# Orientierungslauf-Weltmeisterschaften 1972
Die 4. Orientierungslauf-Weltmeisterschaften fanden vom 14. September bis 16. September 1972 in der Gegend um Staré Splavy bei Jičín (Jitschin) in der Tschechoslowakei statt.

## Herren

### Einzel
| Platz | Land | Athlet          | Zeit      |
| ----- | ---- | --------------- | --------- |
| 1     | NOR  | Åge Hadler      | 1:35:57 h |
| 2     | NOR  | Stig Berge      | 1:40:52 h |
| 3     | SWE  | Bernt Frilén    | 1:43:55 h |
| 4     | SUI  | Dieter Hulliger | 1:47:01 h |
| 5     | TCH  | Petr Uher       | 1:47:34 h |
| 6     | SUI  | Dieter Wolf     | 1:48:21 h |
| 7     | FIN  | Risto Nuuros    | 1:48:25 h |
| 8     | TCH  | Zdeněk Lenhart  | 1:48:45 h |

Einzel:

Titelverteidiger:  Stig Berge

Länge: 13,5 km

Posten: 18

### Staffel
| Platz | Land | Athleten                                                    | Zeit      |
| ----- | ---- | ----------------------------------------------------------- | --------- |
| 1     | SWE  | Lennart Carlström Lars Arnesson Arne Johansson Bernt Frilén | 4:41:37 h |
| 2     | SUI  | Dieter Hulliger Dieter Wolf Bernhard Marti Karl John        | 4:47:23 h |
| 3     | HUN  | Zoltán Boros János Sõtér Géza Vajda András Hegedűs          | 5:09:29 h |
| 4     | TCH  | Josef Borůvka Petr Uher Zdeněk Lenhart Jaroslav Jašek       | 5:20:13 h |
| 5     | DEN  | Jens Jensen Tor Jørgensen Keld Olsen Flemming Nørgaard      | 5:26:28 h |
| 6     | GDR  | Wolf Jentsch Tassilo Schmalfeld Conrad Hans-Dieter Baumgart | 5:40:51 h |
| 7     | GBR  | Michael Murray Geoffrey Peck Rik Plumb Jonathan Thomson     | 5:40:55 h |

Staffel:

Titelverteidiger:  Ola Skarholt, Stig Berge, Per Fosser, Åge Hadler
8 von 15 Mannschaften wurden disqualifiziert oder erreichten das Ziel nicht. Darunter befanden sich auch die Mannschaften Norwegens und Finnlands.

## Damen

### Einzel
| Platza | Land | Athlet             | Zeit      |
| ------ | ---- | ------------------ | --------- |
| 1      | HUN  | Sarolta Monspart   | 1:17:01 h |
| 2      | FIN  | Pirjo Seppä        | 1:18:35 h |
| 3      | SWE  | Birgitta Larsson   | 1:18:53 h |
| 4      | SWE  | Ulla Lindkvist     | 1:20:17 h |
| 5      | NOR  | Ingrid Hadler      | 1:21:00 h |
| 6      | FIN  | Liisa Veijalainen  | 1:22:39 h |
| 7      | NOR  | Kristin Danielsen  |           |
| 8      | SWE  | Birgitta Johansson | 1:22:57 h |

Einzel:

Titelverteidigerin:  Ingrid Hadler

Länge: 7,1 km

Posten: 12

### Staffel
| Platz | Land | Athleten                                           | Zeit      |
| ----- | ---- | -------------------------------------------------- | --------- |
| 1     | FIN  | Sinikka Kukkonen Pirjo Seppä Liisa Veijalainen     | 2:33:42 h |
| 2     | SWE  | Birgitta Johansson Ulla Lindkvist Birgitta Larsson | 2:33:52 h |
| 3     | TCH  | Nada Mertová Renata Vlachová Anna Hanzlová         | 2:45:00 h |
| 4     | HUN  | Magda Horváth Ágnes Hegedűs Sarolta Monspart       | 2:53:50 h |
| 5     | SUI  | Ruth Schaffner Annelies Dütsch Ruth Schmid         | 3:01:00 h |
| 6     | GDR  | Rita Winkler Erika Conrad Hannelore Schubert       | 3:09:04 h |
| 7     | NOR  | Astrid Rodmyr Kristin Danielsen Ingrid Hadler      | 3:13:49 h |
| 8     | FRG  | Luise Gruhn Hanna Bahr Hadmut Hindorf              | 3:14:22 h |

Staffel:

Titelverteidigerinnen:  Sinikka Kukkonen, Pirjo Seppä, Liisa Veijalainen

## Medaillenspiegel
| Platz | Land             | Gold | Silber | Bronze | Gesamt |
| ----- | ---------------- | ---- | ------ | ------ | ------ |
| 1     | Schweden         | 1    | 1      | 2      | 4      |
| 2     | Finnland         | 1    | 1      | -      | 2      |
|       | Norwegen         | 1    | 1      | -      | 2      |
| 4     | Ungarn           | 1    | -      | 1      | 2      |
| 5     | Schweiz          | -    | 1      | -      | 1      |
| 6     | Tschechoslowakei | -    | -      | 1      | 1      |